# Forcipomyia stabilis
Forcipomyia stabilis är en tvåvingeart som beskrevs av Nibedita Sen och Gupta 1968. Forcipomyia stabilis ingår i släktet Forcipomyia och familjen svidknott. Inga underarter finns listade i Catalogue of Life.